# Clarkesville
Clarkesville je město v Habersham County, v Georgii, ve Spojených státech amerických. V roce 2011 žilo ve městě 1734 obyvatel.

## Demografie
Podle sčítání lidí v roce 2000 žilo ve městě 1248 obyvatel, 580 domácností a 335 rodin. V roce 2011 žilo ve městě 815 mužů (47,0%), a 919 žen (53,0%). Průměrný věk obyvatele je 39 let.